# サマッシ
サマッシ（イタリア語: Samassi）は、イタリア共和国サルデーニャ州南サルデーニャ県にある、人口約5,100人の基礎自治体（コムーネ）。

## 地理

### 位置・広がり

#### 隣接コムーネ
隣接するコムーネは以下の通り。
- フルテーイ
- サンルーリ
- セッラマンナ
- セッレンティ